# Doridicola comai
Doridicola comai is een eenoogkreeftjessoort uit de familie Rhynchomolgidae. De soort werd voor het eerst geldig beschreven in 2004 door de biologen Manuel Conradi, Carmen Megina en Pedro J. López-González.

## Kenmerken
Doridicola comai behoort tot de orde Cyclopoida, een groep kleine kreeftachtigen die vaak als ectoparasiet op andere mariene dieren leven. De precieze uiterlijke kenmerken van de soort zijn beperkt beschreven, maar zoals andere soorten binnen het geslacht Doridicola heeft deze soort waarschijnlijk een langwerpig, klein en doorzichtig lichaam met gespecialiseerde aanpassingen voor een parasitaire levenswijze.

## Verspreiding en leefgebied
Deze soort is aangetroffen in mariene omgevingen, vermoedelijk in kustwateren of op weekdieren, zoals zeenaaktslakken, die vaak als gastheer dienen voor verwante copepoden. Nadere details over de verspreiding zijn beperkt beschikbaar, maar het is waarschijnlijk dat de soort voorkomt in de oostelijke Atlantische Oceaan of de Middellandse Zee, gezien de auteurs van de beschrijving uit Spanje afkomstig zijn.

## Taxonomie
Doridicola comai behoort tot het geslacht Doridicola, een groep copepoden die vaak geassocieerd zijn met mariene gastdieren. De familie Rhynchomolgidae omvat meerdere soorten die zich als parasieten op sponzen, koralen of weekdieren bevinden.